# باتوكو
باتوكو  هي مدينة في بلدية  لامبا، في إقليم سانتياغو متروبوليتان على بعد 36 كم شمال سانتياغو وسط تشيلي .

على بُعد ميلين تقريبًا (3 كيلومترات) شمال غرب باتوكو، توجد بحيرة تُعرف باسم بحيرة باتوكو، بمساحة سطحية تبلغ حوالي 300 هكتار. تُغطي معظم الأراضي المحيطة بالبحيرة أراضي رطبة.
تشتهر البحيرة والأراضي الرطبة معًا بتنوع أنواع الطيور ، كما تحتوي البحيرة على كميات كبيرة من العناصر الغذائية ، مثل الفوسفور والنيتروجين والكلوروفيل .